# Джунгли (фильм, 2004)
«Джунгли» (англ. Nature. Deep Jungle) — документальный фильм 2004 года. Авторы картины приглашают отправиться вглубь неизведанной территории в поисках знаний, которые помогут нам раскрыть тайны эволюции. Учёные, участвующие в сериале, работающие в экстремальных условиях и порой рискующие своей жизнью, изменят наши представления о мире джунглей и воссоздадут то, что происходило в этом таинственном мире 500 лет назад. А новейшие телевизионные технологии превращают картину в захватывающее зрелище, которое уже по достоинству оценили зрители во многих странах.

## Содержание
В первой серии показаны редчайшие съёмки одного из самых неуловимых и грозных обитателей тропических лесов — суматранского тигра. В начале XXI века в природе осталось не более 500 этих животных, и учёные надеются начать крупную кампанию за сохранение этого исчезающего вида. На Мадагаскаре вместе с энтомологами мы найдем одно необычное насекомое, предположение о существовании которого высказал ещё Чарльз Дарвин 150 лет назад, а в Африке станем свидетелями грандиозных ночных миграций миллионов летучих мышей и понаблюдаем за жизнью слонов.
Во второй серии рассказывается поразительную историю необыкновенного гигантского дерева — бразильского ореха, сбор плодов которого превратился в транснациональный бизнес, приносящий 50 миллионов долларов в год. А также в результате долгих поисков найдем необыкновенного паука, который таскает цыплят у перуанских крестьян, и узнаем, чем так опасна маленькая рыбка кандиру.
В третьей серии заканчивается шестилетнее путешествие итальянского  учёного Хлоэ Чипполета в компании горилл и чем уникален черноголовый капуцин, обитающий в Бразилии. Кроме того, археологи Рене Муньос и Чарльз Голден раскроют тайну гибели древних городов Тикаль и Ангкор, основанных цивилизациями майя и ангкор.

## Съёмочная группа
- Автор сценария: Баррингтон, Руперт
- Режиссёр: Баррингтон, Руперт
- Оператор-постановщик:
- Визуальные эффекты:
- Художник-постановщик:
- Композитор:
  - Слэйтер, Уилл
  - Лавлэди, Уильям
- Звукорежиссёр:
- Монтаж:
- Художник-гример:
- Исполнительный продюсер:
- Продюсер: Аллен, Дэвид

## Технические данные
- Производство: Granada
- Первый показ по центральному ТВ: 2005.
- Издание на DVD, издатель: «Первая видеокомпания» 2005 г.